# Potenza Sport Club 1967-1968
Questa pagina raccoglie le informazioni riguardanti il Potenza Sport Club nelle competizioni ufficiali della stagione 1967-1968.

## Rosa
| N. |                   | Ruolo | Calciatore          |
| -- | ----------------- | ----- | ------------------- |
| -  | Italia (bandiera) | D     | Franco Battisodo    |
| -  | Italia (bandiera) | D     | Silvio Bongiovanni  |
| -  | Italia (bandiera) | P     | Sergio Bressan      |
| -  | Italia (bandiera) | A     | Renzo Cappellaro    |
| -  | Italia (bandiera) | C     | Vittorio Carioli    |
| -  | Italia (bandiera) | A     | Francesco Cianfrone |
| -  | Italia (bandiera) | D     | Franco Ciardi       |
| -  | Italia (bandiera) | D     | Mario Colautti      |
| -  | Italia (bandiera) | C     | Roberto Manini      |
| -  | Italia (bandiera) | D     | Ernesto Marcolini   |

| N. |                   | Ruolo | Calciatore         |
| -- | ----------------- | ----- | ------------------ |
| -  | Italia (bandiera) | P     | Luciano Masiero    |
| -  | Italia (bandiera) | C     | Pier Luigi Meciani |
| -  | Italia (bandiera) | A     | Abbondanzio Pagani |
| -  | Italia (bandiera) | P     | Franco Pezzullo    |
| -  | Italia (bandiera) | C     | Vincenzo Rosito    |
| -  | Italia (bandiera) | D     | Sergio Rossetti    |
| -  | Italia (bandiera) | C     | Ettore Venturelli  |
| -  | Italia (bandiera) | A     | Ivo Vetrano        |
| -  | Italia (bandiera) | D     | Mario Zanon        |

## Risultati

### Serie B

#### Girone di andata
| 10 settembre 1967 1ª giornata | Lazio | 1 – 1 | Potenza |  |

| 17 settembre 1967 2ª giornata | Potenza | 0 – 1 | Livorno |  |

| 24 settembre 1967 3ª giornata | Foggia & Incedit | 2 – 1 | Potenza |  |

| 1º ottobre 1967 4ª giornata | Potenza | 0 – 0 | Venezia |  |

| 8 ottobre 1967 5ª giornata | Perugia | 1 – 1 | Potenza |  |

| 15 ottobre 1967 6ª giornata | Potenza | 1 – 1 | Lecco |  |

| 22 ottobre 1967 7ª giornata | Reggiana | 1 – 0 | Potenza |  |

| 29 ottobre 1967 8ª giornata | Novara | 0 – 0 | Potenza |  |

| 5 novembre 1967 9ª giornata | Potenza | 4 – 2 | Padova |  |

| 12 novembre 1967 10ª giornata | Potenza | 0 – 0 | Messina |  |

| 19 novembre 1967 11ª giornata | Modena | 3 – 0 | Potenza |  |

| 26 novembre 1967 12ª giornata | Potenza | 0 – 1 | Verona |  |

| 10 dicembre 1967 14ª giornata | Potenza | 2 – 2 | Monza |  |

| 17 dicembre 1967 15ª giornata | Pisa | 0 – 0 | Potenza |  |

| 24 dicembre 1967 16ª giornata | Potenza | 0 – 2 | Genoa |  |

| 31 dicembre 1967 17ª giornata | Bari | 1 – 0 | Potenza |  |

| 7 gennaio 1968 18ª giornata | Potenza | 1 – 1 | Catanzaro |  |

| 14 gennaio 1968 19ª giornata | Palermo | 2 – 2 | Potenza |  |

| 21 gennaio 1968 20ª giornata | Potenza | 2 – 1 | Catania |  |

| 28 gennaio 1968 21ª giornata | Reggina | 0 – 0 | Potenza |  |

#### Girone di ritorno
| 4 febbraio 1968 22ª giornata | Potenza | 0 – 0 | Lazio |  |

| 11 febbraio 1968 23ª giornata | Livorno | 2 – 0 | Potenza |  |

| 18 febbraio 1968 24ª giornata | Potenza | 1 – 2 | Foggia & Incedit |  |

| 25 febbraio 1968 25ª giornata | Venezia | 1 – 0 | Potenza |  |

| 3 marzo 1968 26ª giornata | Potenza | 1 – 0 | Perugia |  |

| 10 marzo 1968 27ª giornata | Lecco | 2 – 0 | Potenza |  |

| 17 marzo 1968 28ª giornata | Potenza | 0 – 0 | Reggiana |  |

| 24 marzo 1968 29ª giornata | Potenza | 1 – 0 | Novara |  |

| 31 marzo 1968 30ª giornata | Padova | 3 – 0 | Potenza |  |

| 7 aprile 1968 31ª giornata | Messina | 1 – 0 | Potenza |  |

| 14 aprile 1968 32ª giornata | Potenza | 0 – 1 | Modena |  |

| 21 aprile 1968 33ª giornata | Verona | 4 – 0 | Potenza |  |

| 5 maggio 1968 35ª giornata | Monza | 4 – 1 | Potenza |  |

| 12 maggio 1968 36ª giornata | Potenza | 1 – 1 | Pisa |  |

| 19 maggio 1968 37ª giornata | Genoa | 1 – 0 | Potenza |  |

| 26 maggio 1968 38ª giornata | Potenza | 0 – 2 | Bari |  |

| 2 giugno 1968 39ª giornata | Catanzaro | 2 – 1 | Potenza |  |

| 9 giugno 1968 40ª giornata | Potenza | 0 – 1 | Palermo |  |

| 16 giugno 1968 41ª giornata | Catania | 4 – 1 | Potenza |  |

| 23 giugno 1968 42ª giornata | Potenza | 2 – 2 | Reggina |  |

## Statistiche

### Statistiche di squadra
| Competizione | Punti | In casa | In casa | In casa | In casa | In casa | In casa | In trasferta | In trasferta | In trasferta | In trasferta | In trasferta | In trasferta | Totale | Totale | Totale | Totale | Totale | Totale | DR  |
| Competizione | Punti | G       | V       | N       | P       | Gf      | Gs      | G            | V            | N            | P            | Gf           | Gs           | G      | V      | N      | P      | Gf     | Gs     | DR  |
| ------------ | ----- | ------- | ------- | ------- | ------- | ------- | ------- | ------------ | ------------ | ------------ | ------------ | ------------ | ------------ | ------ | ------ | ------ | ------ | ------ | ------ | --- |
| Serie B      | 23    | 20      | 4       | 9       | 7       | 16      | 20      | 20           | 0            | 6            | 14           | 8            | 35           | 40     | 4      | 15     | 21     | 24     | 55     | -31 |
| Coppa Italia |       | 1       | 1       | 0       | 0       | 3       | 2       | 1            | 0            | 0            | 1            | 1            | 2            | 2      | 1      | 0      | 1      | 4      | 4      | 0   |
| Totale       |       | 21      | 5       | 9       | 7       | 19      | 22      | 21           | 0            | 6            | 15           | 9            | 37           | 42     | 5      | 15     | 22     | 28     | 59     | -31 |

### Statistiche dei giocatori
| Giocatore      | Serie B  | Serie B | Coppa Italia | Coppa Italia | Totale   | Totale |
| Giocatore      | Presenze | Reti    | Presenze     | Reti         | Presenze | Reti   |
| -------------- | -------- | ------- | ------------ | ------------ | -------- | ------ |
| Alagia         | -        | -       | 1            | 0            | 1        | 0      |
| F. Battisodo   | 20       | 0       | -            | -            | 20       | 0      |
| S. Bongiovanni | 14       | 0       | -            | -            | 14       | 0      |
| S. Bressan     | 11       | -17     | 1            | -2           | 12       | -19    |
| R. Cappellaro  | 27       | 3       | 2            | 1            | 29       | 4      |
| V. Carioli     | 26       | 2       | 1            | 0            | 27       | 2      |
| F. Cianfrone   | 23       | 1       | 2            | 1            | 25       | 2      |
| F. Ciardi      | 32       | 1       | 2            | 0            | 34       | 1      |
| M. Colautti    | 34       | 3       | 1            | 0            | 35       | 3      |
| R. Manini      | 23       | 2       | 2            | 0            | 25       | 2      |
| E. Marcolini   | 19       | 0       | 1            | 0            | 20       | 0      |
| L. Masiero     | 1        | 0       | 1            | -2           | 2        | -2     |
| P. Meciani     | 11       | 0       | -            | -            | 11       | 0      |
| A. Pagani      | 32       | 6       | 2            | 0            | 34       | 6      |
| F. Pezzullo    | 29       | -38     | -            | -            | 29       | -38    |
| V. Rosito      | 27       | 2       | 2            | 1            | 29       | 3      |
| S. Rossetti    | 33       | 2       | 2            | 1            | 35       | 3      |
| E. Venturelli  | 28       | 0       | 2            | 0            | 30       | 0      |
| I. Vetrano     | 17       | 2       | -            | -            | 17       | 2      |
| M. Zanon       | 34       | 0       | 2            | 0            | 36       | 0      |